# 'O pitturiello/So puveriello
‘O pitturiello/So puveriello è un singolo del cantante italiano Mario Trevi, pubblicato nel 1963.

## Descrizione
Il disco contiene due brani inediti di Mario Trevi.
Il singolo è stato pubblicato in formato 7" dall'etichetta discografica Durium nella serie Royal, con numero di catalogo QCA 1292.

## Tracce
1. ‘O pitturiello (De Cresenzo, Alfieri)
2. So puveriello (Riccardi, Rico, Sorrentino)

## Crediti
- Mario Trevi - voce
- Eduardo Alfieri - arrangiamenti[1][2]